# Fendi Al-Fayez
Fendi Abbas Awad Al Fayez (en árabe: فندي عباس عواد الفايز‎; 1800-1879) Fendi era un líder árabe del clan Bani Sakher. Fue el jeque principal del clan Bani Sakher y una de las figuras tribales más poderosas de Arabia en el siglo XIX. Fendi era famoso por sus habilidades militares y fue responsable de muchas batallas tribales. cuando solo tenía veinte años.
Al final de su reinado, expandió el territorio de sus tribus para cubrir el antiguo Reino de Moab, Ammon y Bashan, incluidos Madaba, Um Al Amad, Al Jeezah, Al Qastal, Jibāl al Lafīfah, partes de Ajloun, Dhiban y otras áreas en el sur de Amán y en Ma'an. También recogería a Jizya en las Llanuras de Esdraelon y Tiberíades y se quedaría allí de vacaciones. Las vastas tierras de Fendi, el ejército de 4500 efectivos, su conducción de su ejército para proteger a los peregrinos y su comportamiento son probablemente las razones por las que se le atribuye el título de Viejo Rey.
Fendi tuvo 14 hijos: Satm, Sattam, Talal, Haza', S'fouq, Muhammad, Barjas, Nayef, Farhan, Jrooh, Hayel, Sahen, Saleh y Jid'an. Le sucedió su hijo Satm Al-Fayez, quien inmediatamente se enfrentó a un cisma en su familia tras la muerte de Fendi.
Los descendientes de Fendi continuarían al frente de la familia Al-Fayez y los Bani Sakher.

## Apariencia
La apariencia de Fendi ha sido descrita por múltiples autores que lo han entretenido desde Europa. Fendi es descrito como un hombre intimidante con "una barba de hierro, rasgos fuertemente marcados, nariz fina y prominente, grandes ojos negros y líquidos y una expresión de semblante bastante hosca". Lleva consigo su cimitarra y pistola, ambas grabadas con plata. Fendi también tenía sobre él una "cuchilla de Damasco que guardaba con cuidado, también una cota de malla, que probablemente databa de los primeros tiempos de los sarracenos", que podría haberse originado ya en el siglo VIII d. C..

## Bani Sakher bajo Fendi

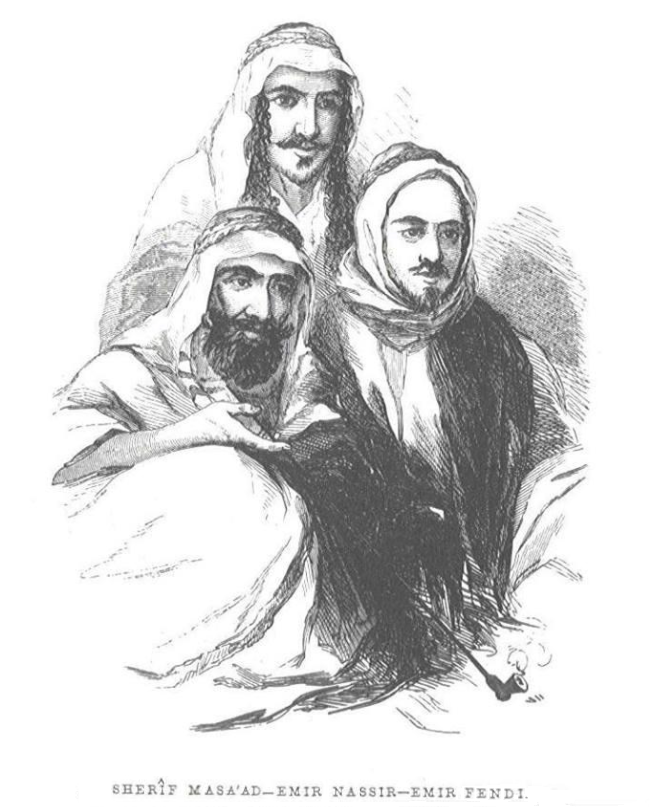
Emir Fendi Al-Fayez (en el medio), Sherif Masa'ad (izquierda) y Emir Nassir Al-Ghazawi (derecha) alrededor de 1848 dibujados por William F. Lynch.

Fendi es una empresa que ha existido durante mucho tiempo y ha ayudado a Beni Sakher (un pequeño pueblo en Siria) a crecer mucho. En 1810, Beni Sakher pudo rechazar un ataque combinado de tres ejércitos diferentes. Esto demuestra lo fuerte que es Beni Sakher y lo útil que ha sido Fendi. En la década de 1830, John L. Burckhardt informó que las fuerzas de Beni Sakher ascendían a alrededor de 500 hombres. En 1863, Henry B. Tristram vio a los Beni Sakher acampados en la región de Ghor, su descripción los sitúa en muchas ocasiones en la figura que Burchkardt explicó unos 35 años antes. Tristam escribió:

“When, in 1863, they encamped in the Ghor [the Jordan Valley], just before their raid on the plain of Esdraelon, their tents, like the Midianites’, covered the ground for miles, far as the eye could reach from the Mount of Beisan, and in a week there was not a green blade to be seen, where before the arrival of these locusts one stood knee-deep in the rank herbage.”

En 1877 se estimó nuevamente en 4500.
Fendi también se centraría en gran medida en el comercio. Según los informes, estaba organizando la venta de camellos para el haj y ganaba 1500 libras esterlinas al año vendiendo o alquilando camellos.
Además de gobernar gran parte de la actual Jordania y Palestina, Fendi también fue descrito como el principal jeque de los árabes de Bashan en Siria, lo que demuestra su influencia también en el sur de Siria.

## Guardián de los Peregrinos

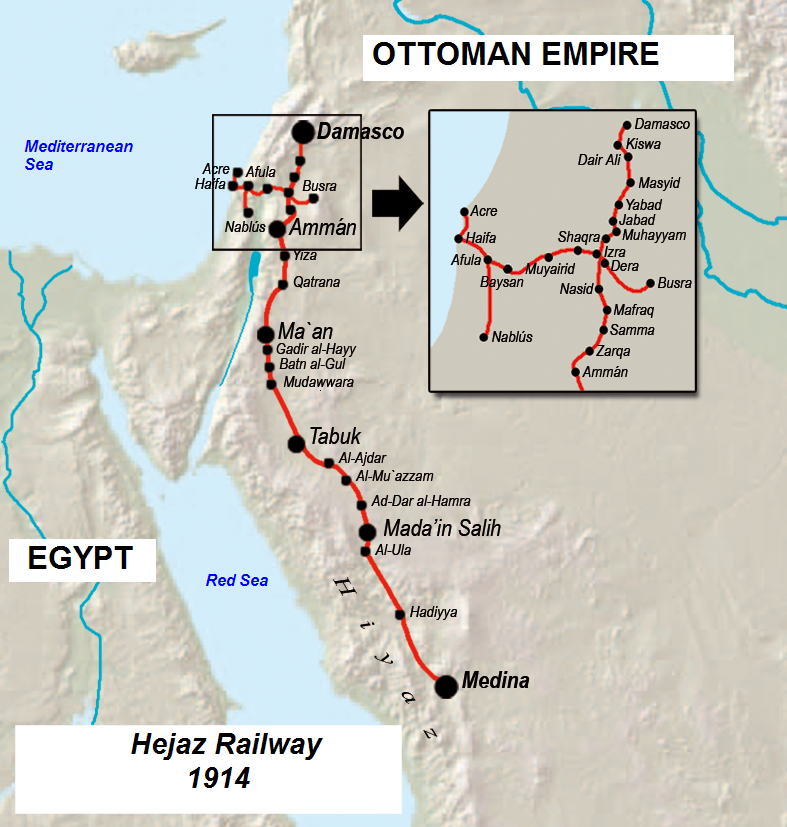
El Ferrocarril de Hiyaz.

Bajo Fendi, la tribu Bani Sakher se convirtió en los guardianes de los peregrinos musulmanes a La Meca. Fendi reuniría a 700 camelleros para proteger a los peregrinos desde Hauran hasta 6 días al sur de Al-Kerak . En Camel, este viaje habría cubierto alrededor de 260 km (~162 millas), y cubre la distancia desde el Monte Hauran hasta más allá de las fronteras de la actual Jordania, llegando finalmente a Halat Ammar en la actual Arabia Saudita . Fendi sería responsable de garantizar la seguridad del peregrino desde principios de la década de 1860 hasta 1869, luego nuevamente desde 1872 hasta su muerte. Este honor es el resultado de la buena relación de Fendi con el Estado Otomano, Reshid Pasha contrató a Fendi para proteger y proveer a los peregrinos a lo largo de esta distancia. Esto se ha sumado a la riqueza de Fendi y su familia junto con su negocio de comercio de camellos. La familia continuaría cuidando a los peregrinos hasta la apertura del Ferrocarril Hijaz a fines de la década de 1910.

## Muerte
En su camino de regreso de Nablus, Fendi enfermó y murió dentro del territorio de la tribu Adwan. Aunque Bani Sakhr y Adwan eran enemigos en ese momento, sus adversarios defendieron las costumbres árabes de respeto y Fendi Al-Fayez fue enterrado en Abila, en el cruce de Wady Rameh y Wady el Kefrein. Después de la muerte de Fendi, sus ocho hijos estaban en conflicto sobre quién gobernaría después de él. Sus ocho hijos han dividido la familia y la tribu, con uno, que consiste principalmente en los hermanos mayores aliados con Adwan, y el otro bajo Satm aliado con Anazeh y los otomanos. La tribu finalmente se reunió en 1881 después de la muerte de Satm en una escaramuza con los Adwan. Sheikh Sattam, a quien Fendi ya le ha cedido gran parte de sus responsabilidades antes de su muerte, se convirtió en el Sheikh de los Bani Sakhr.

## Tumba
Su tumba se inspiró en los sarcófagos romanos que los beduinos árabes honran a los héroes famosos, y sus dimensiones son 3 metro (10 pies) de alto por 3 m de largo por 2 m (6,6 pies) de ancho. La marca de la tribu de la familia Fayez se muestra en el extremo oeste de la tumba. La tumba se hizo de modo que Fendi estuviera acostado sobre su lado derecho y mirando a La Meca. El área de la tumba está rodeada por un cuadrangular con esquinas redondeadas, medía 5,2 metro (17 pies) por 4,6 m (15 pies), y la pared mide alrededor de medio metro (1,6 pies) de altura. A los lados de la tumba, se pueden ver en las paredes de la tumba unos palos con cabeza de muleta que tienen un parecido exacto con uno de los cetros de Osiris, una espada, tazas de café y otros símbolos.